# Sandusky (reka)
Sandusky (Wyandot saandusti; Shawnee Potakihiipi ) je reka na severu Združenih držav Amerike, pritok Eriejskega jezera v severnem delu osrednjega Ohia. Dolga je približno 214 km in se izliva v Eriejsko jezero na jugozahodni strani zaliva Sandusky.
Reka Sandusky, tako kot reka Maumee na zahodu, je spomladi, natančneje od marca do aprila, dom letnega zbiranja smučev. Reka spomladi približno v istem času prejme tudi belega brancina. Število smučev, ki se vrnejo na drstenje gorvodno, ni tako veliko kot število, ki se vrnejo v reko Maumee. Jez Ballville, zgrajen na reki Sandusky v Fremontu, Ohio, je blokiral migracijo smučev in drugih rib. Ker lahko ribe v Maumeeju plavajo dlje gorvodno, imajo dostop do več drstišč in so razvile večjo populacijo kot v reki Sandusky.
Nasprotniki jezu so predvidevali, da bi njegova odstranitev izboljšala dostop belega brancina in drugih rib selivk do območij gorvodno in povzročila povečanje njihove populacije, kot se je zgodilo na drugih rekah, kjer so bili jezovi odstranjeni. Jez Ballville se ni več uporabljal za proizvodnjo energije ali izboljšanje plovbe. Mesto Fremont je izvedlo študijo, da bi preučilo možnosti za njegovo rušenje ali popravilo. Študija iz leta 2014 je pokazala, da bi odstranitev imela le majhen negativen vpliv na razmere v mestu in bi močno izboljšala ribištvo. Leta 2016 so volivci odobrili odstranitev jezu in leta 2018 je bil porušen.
Ime reke izhaja bodisi iz besede *saandusti*, ki pomeni »voda (v vodnih bazenih)«, bodisi iz andusti s pomenom »hladna voda«. Francoski in angleški kolonisti so jih različno prečrkovali.